# Doubrava (nádraží)
Doubrava je železniční stanice, která leží na trati Louky nad Olší – Bohumín, tj. na původní trase Košicko-bohumínské dráhy, mezi stanicemi Karviná-Doly a Orlová. Odbočují z ní vlečky bývalých dolů ČSA a Lazy. Stanice leží v jihozápadní části obce Doubrava.

## Historie
Stanice byla dána do provozu 1. února 1869, kdy byl zahájen provoz první části Košicko-bohumínské dráhy (KBD), na které byla stanice postavena. Tehdy nesla název Dombrau. 12. září 1870 byla zprovozněna Báňská dráha, která sice nevedla do stanice Doubrava, ale k sousední jámě Bettina, do stanice však byla postavena spojka. KBD procházející stanicí byla v roce 1915 zdvoukolejněna.
Od roku 1921 nesla stanice české jméno Dombrová, od roku 1924 upraven na Doubrava. Ještě v krátkém období byla používána cizojazyčná jména, nejdříve polské Dąbrowa Śląska (1938-1939), poté německy Dombrau (1939-1942), posléze v letech 1942-1945 Dombrau (Olsa), načež byl navrácen český název Doubrava.
V důsledku poddolování byla v 60. letech 20. století místo trati přes Doubravu budována nová trať z Dětmarovic do Luk nad Olší a trať vedoucí přes Doubravu byla následně zjednokolejněna. V roce 1965 bylo v Doubravě aktivováno reléové zabezpečovací zařízení WSSB GS II-IB, které nahradilo původní elektromechanické zabezpečovací zařízení.
Od 28. května 1967 byla definitivně ukončena pravidelná osobní doprava v původním úseku KBD a tím i Doubrava přestala sloužit pro nástup a výstup cestujících. 1. ledna 1968 stanici převzal do správy podnik OKR-Doprava společně s celým úsekem Louky nad Olší – Doubrava. V počátku provoz stanice dále zajišťovaly Československé státní dráhy, někdy v období 1988 až 1992 pak dopravní zaměstnanci přešly pod OKR-Dopravu.

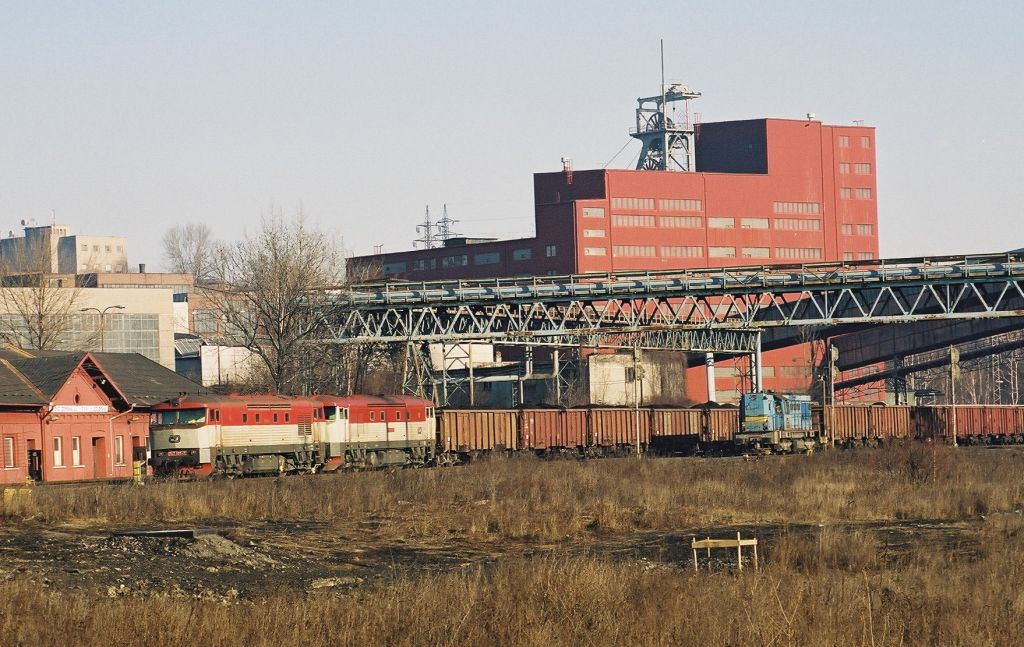
Kolejiště stanice v roce 2003, v pozadí důl Doubrava

V letech 1991-1992 skončil provoz nákladních vlaků ČSD přes Doubravu, od té doby vlaky ČSD (resp. od roku 1993 Českých drah) zajišťovaly jen přípojový provoz mezi státní sítí v Bohumíně a Doubravou.
V roce 1997 zaniklo původní zaústění Báňské dráhy do Doubravy, neboť tato trať byla nově napojena do KBD v obvodu sousední stanice Orlová. Od 18. prosince 2001 byla z Doubravy dálkově ovládána elektronická stavědla stanice Orlová (včetně obvodu Poruba) a odbočky Rychvald.
V novém tisíciletí bylo postupně redukováno kolejiště stanice. To souviselo mj. s postupnou likvidací sousedního dolu Doubrava, který byl zlikvidován v letech 2005 až 2007. Další omezení přineslo uzavření dolu Lazy v roce 2020.
2. května 2022 bylo v Doubravě aktivováno elektronické stavědlo ProES, které nahradilo předchozí reléové stavědlo. 1. prosince 2022 pak byla ukončena místní obsluha zabezpečovacího zařízení a bylo zavedeno dálkové ovládání z Karviné–Dolů.

## Popis stanice
Ve stanici je po postupné redukci kolejiště v roce 2022 k dispozici pouze jedna dopravní kolej, takže v ní není možné křižování vlaků. Stanice je vybavena elektronickým stavědlem ProES, které je společně s Orlovou dálkově řízeno ze stanice Karviná-Doly. Nepotřebné stavědlo, odkud byla do 1. prosince 2022 stanice řízena výpravčím, který rovněž dirigoval provoz na trati Milotice nad Opavou – Vrbno pod Pradědem, v závěru roku 2022 zatím stojí.